# Zabrodzie (rejon lelczycki)
Zabrodzie (biał. Заброддзе, Zabroddzie; ros. Забродье, Zabrodje) – wieś na Białorusi, w obwodzie homelskim, w rejonie lelczyckim, w sielsowiecie Stodolicze, przy drodze republikańskiej R128.

## Historia
Pod zaborami i w dwudziestoleciu międzywojennym chutor. Znany był także pod alternatywnymi nazwami Łobaczeńka i Łobaczówka.
W XIX i w początkach XX w. położone było w Rosji, w guberni mińskiej, w powiecie mozyrskim, w gminie Bujnowicze.
Po I wojnie światowej pod administracją polską, w Zarządzie Cywilnym Ziem Wschodnich, w okręgu brzeskim, w powiecie mozyrskim, w gminie Bujnowicze.
W wyniku postanowień traktatu ryskiego znalazło się w granicach Związku Sowieckiego. Od 1991 w niepodległej Białorusi.